# فيفيان بين
فيفيان بين Vivian Pinn (من مواليد 1941). طبيبة أمريكية، وعالمة وأخصائية علم الأمراض، اشتهرت بدفاعها عن قضايا المرأة وخصوصاً في المجال الصحي، لا سيما مطالباتها أن تشمل الدراسات الطبية الممولة حكومياً المرضى الإناث ولاتقتصر أو تركِّز على الذكور فقط، وكذلك تشجيع النساء على دخول المهن الطبية والمجالات العلمية المختلفة. عملت فيفيان بين قبل تقاعدها عام 2011 كمديرة مساعدة للبحوث في مجال صحة المرأة في المعاهد الوطنية للصحة في الولايات المتحدة الأمريكية (NIH) ، وقامت بإدارة مكتب أبحاث صحة المرأة في المعهد الوطني للصحة. درست بين في جامعة هارفارد وجامعة تافتس (حيث شغلت أيضاً منصب مساعد عميد شؤون الطلاب)، وكذلك في كلية طب جامعة هوارد (حيث ترأست أيضاً قسم علم الأمراض)، ومازالت تشغل في واشنطن العاصمة بعد تقاعدها من منصبها في المعاهد الوطنية للصحة منصب كبير العلماء في مركز فوغارتي الدولي للصحة.

## حياتها المبكرة
ولدت بين في مزرعة في هاليفاكس بولاية فرجينيا، وبدأت دراستها في لينشبورغ، وأبدت اهتماماً بالمجال الطبي منذ سن الرابعة، خصوصاً لأنها عايشت الحالات المرضية لأجدادها، وساعدتهم في بعض الإجراءات الطبية مثل حقن الأنسولين.

## التعليم
تخرجت بين من المدرسة الثانوية، وحازت على المرتبة الأولى في صفها، وهو الأمر الذي أتاح لها العديد من الخيارات لإكمال تعليمها الجامعي، فقررت الالتحاق بكلية ويليسلي.
حصلت بين على منحة دراسية في كلية ويليسلي، وحازت على درجة البكالوريوس في علم الحيوان عام 1962 من هذه الجامعة. خلال السنة الثانية من دراستها تفرَّغت بين لرعاية والدتها المريضة التي كانت تعاني من ورم في العظام والذي كان قد شُخص خطأً على أنَّه التهاب مفاصل، وبعد وفاتها في نهاية المطاف نتيجة هذا الداء العضال عقدت بين العزم على أن تصبح طبيبة تهتم بشكوى مرضاها وتخفف من معاناتهم.

## بعد كلية ويليسلي
حصلت بين على إجازة في الطب من كلية الطب بجامعة فرجينيا عام 1967، حيث كانت المرأة الوحيدة، والطالبة الأمريكية الإفريقية الوحيدة في دفعتها.
كان طموح بين أن تصبح طبيبة أطفال، ومع ذلك فقد بدأت العمل كباحثة مساعدة في مستشفى ماساتشوستس العام. وتنقلت هناك في مختلف أقسام كلية الطب، وخصوصاً مع بنيامين بارنز ومارتن فلكس في مجال زراعة الأعضاء وأمراض المناعة، حفزت هذه الفترة التدريبية اهتمامها بالأبحاث والطب الأكاديمي وهو المجال الذي استمرت في العمل فيه طيلة حياتها، ثم أكملت تخصصها في علم الأمراض، وبدأت بالتدريس في كلية الطب بجامعة هارفارد.
التحقت بين عام 1970 بقسم علم الأمراض في جامعة تافتس، حيث عملت كأستاذة مساعدة وكنائبة العميد لشؤون الطلاب، واستمرت في العمل في جامعة تافتس لمدة 12 سنة وحازت على العديد من الأوسمة والجوائز تكريماً لجهودها هناك.

## عملها في مجال علم الأمراض
انضمت بين إلى أعضاء الهيئة التدريسية في مستشفى جامعة هوارد عام 1982، حيث عملت كأستاذة ورئيسة قسم علم الأمراض، في ذلك الوقت كانت أول امرأة من أصل أفريقي تترأس قسم علم أمراض في الولايات المتحدة الأمريكية. وفي عام 1989 تم تعيينها كرئيس للجمعية الطبية الوطنية. وهي أقدم وأكبر منظمة تمثل الأطباء الأفارقة الأميركيين في الولايات المتحدة الأمريكية، أنشئت هذه المنظمة عام 1895 لتصبح صوت 30 ألف من الأطباء الأميركيين من أصول إفريقية.

## تركها لتدريس الطب
عُينت فيفيان بين كأول مدير لمكتب أبحاث صحة المرأة الجديد (ORWH) التابع للمعاهد الوطنية للصحة (NIH) عام 1991، وأصبحت أيضاً أول مدير دائم مشارك في البحوث المتعلقة بصحة المرأة في نفس المؤسسة [7]. تأسس مكتب أبحاث صحة المرأة في سبتمبر 1990 لتعزيز جهود المعاهد الوطنية للصحة في مجال الوقاية من أمراض النساء وتشخيصها وعلاجها، وتعزيز الأبحاث المتعلقة بأمراض النساء، ويساعد في تحديد أهداف وسياسات المعاهد الوطنية للصحة المتعلقة بقضايا صحة المرأة، ويؤكد على أن تشمل جميع التجارب السريرية مشاركة المرأة. بقيت بين في منصبها هذا قرابة 20 عاماً، وساهمت خلال هذه الفترة الطويلة بصياغة سياسات المنظمة لزيادة الوعي بقضايا صحة المرأة، وتعزيز تمثيل النساء في العلوم والطب في جميع أنحاء العالم، بالتعاون مع المجتمعات التعليمية والسياسية والثقافية المختلفة.
في عام 1998 أطلعت بين سارة دوقة يورك على الأبحاث الطبية والأهداف الرئيسية للمعاهد الوطنية الصحية، وقدمت لها معلومات توعوية حول مبادرة صحة المرأة والبدانة وسرطان الثدي وهشاشة العظام وغيرها من المواضيع الهامة.
وفي بيان قدمته بين خلال مؤتمر المجلس الدولي لقضايا صحة المرأة في فيلادلفيا في عام 2010، تحدثت عن القضايا الصحية التي لا تعد ولا تحصى التي تهم النساء والأطفال في عالمنا المعاصر، حيث ينتقل عدد متزايد من الناس في جميع أنحاء العالم للعيش في بيئات المدن، وقالت إن هذه الهجرة من الريف إلى المدن تخلق تحديات صحية كبيرة لجميع حكومات العالم.

## الجوائز والتكريمات
حصلت بين على جائزة Candace من التحالف الوطني للنساء السود عام 1990. وحصلت على جائزة الكومنولث للخدمات المتميزة لعام 2000، وذلك بفضل أعمالها التي ساهمت بتعزيز جودة الرعاية الصحية للنساء، وهي الجائزة التي تأسست عام 1994 لتكريم الأشخاص الذين حققوا إنجازات في القضايا الصحية المعقدة.
في عام 2005 ألقت بين خطاباً رئيسياً في ورشات العمل التي بدأتها جامعة فرجينيا، وأصبحت أول امرأة أمريكية من أصل أفريقي تقوم بذلك، تذكرت بين في خطابها التحديات العديدة التي واجهت رغبتها في دراسة الطب خلال الحقبة الاجتماعية والسياسية في الستينيات، وقالت أمام حوالي 5000 خريج مع 25 ألف من مرافقيهم:
«لقد تعلمت بعد ذلك، وهذا ما أكدته لي السنين، أنه يمكننا إمَّا أن نقف عند العقبات والصعوبات، أو نخوض تجارب الحياة الواسعة بفرح وشغف، ونبني نظرة إيجابية وبناءة عن الحواجز التي واجهناها وتغلبنا عليها، لا تدع الصعوبات تجعلك صغيراً، متفرجاً مشتكياً، بل دع رؤيتك لحياتك تجعلك عظيماً ومشاركاً فعَّالاً في الحياة». وفي عام 2011 كرمت كلية الطب بجامعة تافتس بين لمسيرتها التدريسية في الجامعة واهتمامها بالطلاب من خلال تسمية مكتب شؤون الطلاب في الطابق الرابع من مبنى ساكلر باسمها، وإطلاق صندوق للمنح الدراسية باسمها، وحصلت أيضاً على وسام الشرف من عميد الكلية، وهو أعلى تكريم تمنحه الجامعة. وفي عام 2013 حصلت بين على جائزة Foremother من المركز الوطني للبحوث الصحية لمساهماتها الرائعة في صحة النساء في الولايات المتحدة الأمريكية.

## تقاعدها
تقاعدت بين من المركز الوطني للبحوث الصحية في عام 2011، ومع ذلك فقد استمرت في دعواتها وتشجيعها للبحث العلمي بشكل عام، وعلى وجه التحديد السعي لإدراج النساء والأقليات في البحوث الطبية الحيوية. وكرمت لقاء ذلك من خلال بيان قرأته السيناتور أولمبيا سنو في مجلس الشيوخ، والتي ذكرت خدمتها العامة وتفانيها في مجال صحة المرأة ودورها القيادي في البحوث والتدريس.